# Sesiones En Casa
Sesiones En Casa es el quinto álbum del cantante estadounidense Drake Bell y el primero en formato acústico. Fue publicado el 30 de octubre de 2020.
Sesiones En Casa se produce en medio de la pandemia del Covid-19, siendo grabadas en la casa del propio cantante. Recoge temas ya publicados por Bell, así como covers en español, como La Camisa Negra de Juanes, o Cielito Lindo.

## Lista de canciones
| N.º   | Título            | Escritor(es) | Duración |  |
| 1.    | «Bitchcraft»      | Drake Bell   | 2:43     |  |
| 2.    | «Hollywood Girl»  | Drake Bell   | 3:07     |  |
| 3.    | «Found A Way»     | Drake Bell   | 2:52     |  |
| 4.    | «Makes Me Happy»  | Drake Bell   | 2:19     |  |
| 5.    | «Honest»          | Drake Bell   | 3:31     |  |
| 6.    | «Fuego Lento»     | Drake Bell   | 2:25     |  |
| 7.    | «Diosa»           | Drake Bell   | 3:07     |  |
| 8.    | «La Camisa Negra» | Juanes       | 3:49     |  |
| 9.    | «I Know»          | Drake Bell   | 4:09     |  |
| 10.   | «Cielito Lindo»   | —            | 1:08     |  |
| 29:00 |                   |              |          |  |